# Gerd Maisch
Gerd Maisch (geboren am 11. Januar 1964 in Stuttgart) ist ein deutscher Kommunalpolitiker (Freie Wähler). Er war von 2006 bis 2022 Oberbürgermeister von Vaihingen an der Enz. Zuvor war er von 1994 bis 2006 Bürgermeister der Gemeinde Tamm.

## Ausbildung und Beruf
Nach dem Abitur schloss Gerd Maisch ein Studium an der Hochschule für öffentliche Verwaltung und Finanzen Ludwigsburg 1989 als Diplom-Verwaltungswirt (FH) ab. Anschließend war er fünf Jahre lang für die Gemeinde Rutesheim tätig, zunächst zwei Jahre lang als Sachbearbeiter im Baurecht, dann bis 1994 als Kämmerer.

## Politische Tätigkeit
Maisch ist Mitglied der Freien Wähler. 1994 kandidierte er erstmals für das Amt des Bürgermeisters in der Gemeinde Tamm und erhielt im ersten Wahlgang 45,11 Prozent der Wählerstimmen. Im anschließenden zweiten Wahlgang wurde Maisch mit 51,89 Prozent der Stimmen zum Bürgermeister von Tamm gewählt. 2002 wurde er mit 98,66 Prozent der Stimmen im Amt bestätigt. 2006 bewarb sich Maisch um das Amt des Oberbürgermeisters in der Großen Kreisstadt Vaihingen an der Enz. Er wurde im Mai 2006 im ersten Wahlgang mit 61,97 Prozent der Wählerstimmen zum Oberbürgermeister gewählt. Er folgte Heinz Kälberer nach und trat das Amt im September 2006 an. Im Juli 2014 wurde er als einziger Bewerber mit 94,78 Prozent der Stimmen bei 19,13 Prozent Wahlbeteiligung im Amt bestätigt. Er ist außerdem seit 1999 Mitglied des Kreistags Ludwigsburg und seit 2014 in der Regionalversammlung Stuttgart. Bei der Oberbürgermeisterwahl 2022 trat er nicht erneut an. Seine Amtszeit endete am 31. August 2022. Im Amt des Oberbürgermeisters von Vaihingen folgte ihm Uwe Skrzypek nach.
Im Jahr 2019 bewarb sich Maisch um die Nachfolge des Landrats des Landkreises Ludwigsburg Rainer Haas. Er zog seine Kandidatur aber nach dem zweiten Wahlgang zurück. Der Kreistag des Landkreises Ludwigsburg wählte schließlich Dietmar Allgaier zu Haas’ Nachfolger.
Von Mai 2023 bis August 2024 leitete Maisch übergangsweise die Verwaltung von Oberriexingen.

## Sonstige Ämter
Gerd Maisch ist Mitglied und erster Stellvertreter des Vorsitzenden im Verwaltungsrat der Kreissparkasse Ludwigsburg. Im November 2023 wurde Maisch als Präsident des Deutschen Roten Kreuzes Kreisverband Ludwigsburg e.V. gewählt und vertritt nun den Verband mit rund 3.200 aktiven und mehr als 25.000 passiven Mitgliedern.

## Familie und Privates
Maisch ist verheiratet und hat vier Kinder.